# 壬生孝亮
壬生 孝亮（みぶ たかすけ、天正3年12月2日〈1576年1月12日〉 - 承応元年10月8日〈1652年11月8日〉）は、安土桃山時代から江戸時代にかけての地下官人。左大史・壬生朝芳の子。官位は正四位上・左大史。

## 経歴
天正14年（1586年）元服し、正六位上に叙せられ、左近衛将監兼中務大丞六位蔵人に任ぜられ、禁色昇殿を許される。慶長6年（1601年）算博士を兼ね、慶長8年（1603年）従五位下に叙爵し、右大史に任官する。
その後、慶長16年（1611年）従五位上、慶長17年（1612年）正五位下・左大史、慶長20年（1615年）正五位上と昇進していくが、この間に4歳年下で地下家としての家格も劣るが江戸幕府の信任が厚い蔵人所出納・平田職忠に昇進面で後塵を拝し、さらには職忠が蔵人方地下官人を統率する催官人の地位に抜擢されたことから、孝亮はそれまで官務・壬生家の支配下にあった内蔵寮など多数の官人の支配権を失ってしまった。
これに対して孝亮は強く反発し、ついに寛永11年（1634年）官務・壬生孝亮と出納・平田職忠との間の相論に発展する。孝亮は近年出納が諸社に対する官幣を行い、陣儀に参仕していることは旧儀に反すること、出納は凡卑の家柄に比して身分不相応の知行を得るだけでなく、衣冠束帯まで身に付けて両局（局務押小路家・官務壬生家）と並肩しているのは違乱であると主張した。なお、出納平田家は催官人として職掌面では両局と同格であったが、伝統的な公家社会では孝亮が唱えたように出納を「凡卑」と捉える考え方は依然として強く、「地下官人之棟梁」として認識されていた両局に比べて平田家は下位とみなされていた。これに対して、職忠は現在の出納の職掌・待遇は慶長年間以降の新儀であることは認めた上で、これは徳川家康が朝廷再興のために定めたことであり、局務や官務はこれに従うべきであると反論した。この相論は摂政・一条兼遐や京都所司代・板倉重宗らによって審議されるが、途中で孝亮は売官問題が発覚して解官・追放となってしまう。結局、当主であった孝亮の失脚により、壬生家は出納としての職掌・待遇を認めざるを得なくなる一方で、平田家は家格では両局から一歩引くという形で収束した。
承応元年（1652年）10月8日卒去。享年78。

## 官歴
『地下家伝』による。
- 天正7年（1579年） 3月14日：従五位下
- 天正14年（1586年） 10月30日：元服、逆退正六位上、六位蔵人、左近衛将監、聴禁色昇殿、申拝賀、兼中務大丞
- 慶長6年（1601年） 3月22日：兼算博士
- 慶長8年（1603年） 2月10日：従五位下、右大史、大丞博士如元
- 慶長16年（1611年） 4月21日：従五位上
- 慶長17年（1612年） 正月5日：正五位下。正月11日：左大史
- 慶長20年（1615年） 正月6日：正五位上
- 元和3年（1618年） 正月5日：従四位下
- 元和5年（1620年） 12月25日：従四位上
- 寛永4年（1627年） 12月4日：兼主殿頭
- 寛永5年（1628年） 2月10日：正四位下
- 寛永8年（1631年） 11月6日：正四位上
- 寛永11年（1634年） 日付不詳：解官
- 承応元年（1652年） 10月8日：卒去

## 系譜
『地下家伝』による。
- 父：壬生朝芳
- 母：不詳
- 妻：不詳
  - 男子：壬生忠利